# Patrick Swayze
Patrick Swayze Wayne (/ sweɪziː /; 18 tháng 8 năm 1952 - 14 tháng 9 năm 2009) là một diễn viên, vũ công và ca sĩ-nhạc sĩ người Mỹ. Với danh tiếng có được nhờ đóng trong các bộ phim của những năm 1980, Swayze trở nên nổi tiếng với các vai nam tính mạnh mẽ hoặc nam chính lãng mạn và có được một lượng fan hâm mộ nữ rất đông đảo. Ông được coi như một thần tượng cho tuổi teen và là biểu tượng tình dục. Ông đóng vai chính trong các bộ phim khác nhau bao gồm The Outsiders, Red Dawn, Dirty Dancing, Road House, Ghost, Point Break, Donnie Darko, Jump!, serial truyền hình North and South and The Beast, và đây cũng là vai cuối cùng của ông. Trong suốt sự nghiệp của mình, ông đã nhận được ba đề cử giải Quả cầu vàng và được tạp chí People bình bầu là "Người đàn ông quyến rũ nhất hành tinh" năm 1991.